# Stepanivske, Talalaiivka
Stepanivske (în ucraineană Степанівське) este un sat în comuna Reabuhî din raionul Talalaiivka, regiunea Cernihiv, Ucraina.

## Demografie
Componența lingvistică a localității Stepanivske
     Ucraineană (100%)
Conform recensământului din 2001, toată populația localității Stepanivske era vorbitoare de ucraineană (100%).